# Dasarata Máuria
Dasarata Máuria ou Dasaratha Máuria (252 a.C. – 224 a.C.) foi o imperador da dinastia máuria de 232 a.C. a 224 a.C. De acordo com a Matsya Purana, sucedeu seu avô Asoca, o Grande. Tornou-se o sucessor de Asoka após seu tio Kunala ficar cego, o que o tornou inapto para governar. O filho de Dasarata, contudo, não o sucedeu, mas sim o filho de Kunala, Samprati.

## Reinado
Dasarata tinha apenas cerca de vinte anos quando ascendeu ao trono com a ajuda de ministros. De acordo com as Puranas, ele reinou por oito anos.